# Elissoma brunneum
Elissoma brunneum är en tvåvingeart som beskrevs av Hardy 1933. Elissoma brunneum ingår i släktet Elissoma och familjen vapenflugor. Inga underarter finns listade i Catalogue of Life.